# Die Große HörBibel
Die Große HörBibel ist eine dramatisierte Einspielung der Lutherbibel.
Auf 80 Audio-CDs oder acht MP3-CDs enthält das Hörbuch mit einer Spieldauer von mehr als 80 Stunden den ungekürzten und unveränderten Text des Alten und Neuen Testaments. Grundlage dieser Hörbibel ist die Bibelübersetzung nach Martin Luther in der revidierten Fassung von 1984, der Bibeltext, den die Evangelische Kirche in Deutschland (EKD) für den kirchlichen Gebrauch empfiehlt.
Herausgeber der Großen HörBibel ist die Deutsche Bibelgesellschaft. Regie führte Philipp Schepmann, der 2006 für „Die Chroniken von Narnia“ nach C. S. Lewis für den Deutschen Hörbuchpreis nominiert worden war. Über 80 Sprecher, darunter Christian Brückner, Michael Mendl, Marianne Rogée, Walter Kreye, Peer Augustinski und Ernst-August Schepmann, wirkten in ca. 1000 Rollen von biblischen Personen in der Produktion mit.